# Anni Rufus
Anni Rufus (llatí: Annius Rufus) va ser un governador romà membre de la gens Ànnia, d'origen plebeu.
Va ser procurador de Judea nomenat segurament l'any 12 com a successor de Marc Ambíbul. Segons Flavi Josep va exercir el càrrec sense incidents, puix que el sol fet que esmenta durant el seu mandat és la mort d'August el 14. Probablement va ocupar aquest lloc fins a l'any 15. El seu successor va ser Valeri Grat.